# 近藤正二
近藤 正二（こんどう しょうじ、1893年〈明治26年〉2月5日 - 1977年〈昭和52年〉1月22日）は、日本の衛生学者、医師。医学博士。東北大学名誉教授。
生涯を通して食生活改善の啓蒙・普及に尽力し、欧米人と比較して著しく劣っていた日本人の体格、体力、寿命の向上に貢献した。

## 略歴
新潟県新潟市本町通10番町（現 新潟市中央区本町通10番町）の薬種商・近藤市蔵の次男として出生。
1910年（明治43年）3月に新潟中学校を卒業、1913年（大正2年）7月に第一高等学校を卒業、1917年（大正6年）12月に東京帝国大学医科大学医学科を卒業。
1918年（大正7年）1月に東北帝国大学医科大学細菌学教室細菌学講座（担任：青木薫教授）助手に就任、1920年（大正9年）11月に東北帝国大学医学部細菌学教室細菌学講座講師に就任、1921年（大正10年）3月に助教授に就任。
1925年（大正14年）3月に文部省在外研究員として出発、ドイツのフライブルク大学のパウル・ウーレンフートのもとで衛生学を研究、イギリスとアメリカの各大学の衛生学研究の状況を視察、1927年（昭和2年）6月に帰国。
1927年（昭和2年）8月に東北帝国大学医学部衛生学教室衛生学講座初代教授に就任、1937年（昭和12年）7月に東北帝国大学医学部第13代学部長に就任。
1956年（昭和31年）3月に東北大学を定年退官、東北大学名誉教授の称号を受称、7月に北海道学芸大学教授に就任、1959年（昭和34年）3月に北海道学芸大学を定年退官。
宮城学院女子大学、宮城学院女子短期大学、三島学園女子大学、三島学園女子短期大学、尚絅女学院短期大学の講師や仙台白百合短期大学の教授に就任。
大学での講義を終えて自宅で休んでいる間に胃から出血を起こし、1977年（昭和52年）1月22日午後2時50分に東北大学医学部附属病院で胃潰瘍のため死去、墓所は宮城県仙台市青葉区八幡の龍寶寺、戒名は明教院覚寿正道居士。

## 調査・研究

### 短命の原因
1930年代、日本の人口に対する70歳以上の者の比率・長寿者率は欧米の半分程度（約2.65%）であり、日本人は短命であった。短命の原因を突き止めるため、近藤正二は日本全国の長寿者率が高い村・長寿村と長寿者率が低い村・短命村において気候、地理的条件、生活事情（老人たちの若い時代からの労働、食生活、飲酒、飲料水、迷信、風習など）について実地調査を行って比較検討した。その結果、寿命と最も大きな因果関係があるものは食生活であることが判明した。

### 長寿村と短命村の食生活
近藤正二は1935年（昭和10年）から40年以上にわたって日本全国の1000ヵ所以上の長寿村と短命村の食生活を調査した。若年層が多く転入・転出する村は一律に見ることができないため省略している。
近藤正二は調査の結果から、長寿村と短命村の食生活を次のように要約した。
長寿村
1. 魚か大豆を十分に食べ、野菜を多く食べている
2. 海藻を常食している

短命村
1. 米を偏食・大食している
2. 魚を大食し、野菜を食べない

### 健康長寿の食生活
近藤正二は1944年（昭和19年）に日本衛生学会で日本全国の約300ヵ所の長寿村と短命村の食生活を最初に発表して以来、学会や講演会、テレビ、雑誌、著書などで次のような健康長寿の食生活を啓蒙し続けた。
1. 米を偏食・大食しない
  - 米の偏食・大食は、それ自体が有害であるだけでなく、塩分の過剰摂取を伴ううえ、それだけで満腹になってしまい、ほかの栄養を摂取できなくなる[50]。
  - 国立がん研究センターのコホート研究によると、女性および筋肉労働をしていない男性では米の摂取量が多いほど糖尿病のリスクが上昇するとの結果が出ている[51]。
2. 肉、魚、卵または大豆を毎日十分食べる
  - 肉や魚は身だけでなく内臓、特に肝臓も食べると良い[52][53]。タンパク質は肉、魚、卵などの動物性タンパク質が良いが[注 16]、大豆などの植物性タンパク質でも良い[55][注 17][注 18]。大豆の最も良い食べ方は納豆である[58][59][60]。
  - 動物性タンパク質を摂取しないと身長が伸びないので、成長期には肉、魚、卵、チーズなどを常食するべきである[61][62]。植物性タンパク質を摂取しても身長は伸びないが、筋力の発達には効果がある[63]。
  - 国立がん研究センターのコホート研究によると、総エネルギーの摂取量に対する植物性タンパク質の摂取量の割合が大きいほど全死亡リスクが低下するとの結果が出ている[64]。ただし、大豆の摂取量が多いと膵癌や前立腺癌のリスクが上昇するとの結果も出ている[65][66]。納豆では膵癌や前立腺癌のリスクとの関連が見られないだけでなく、全死亡リスクが低下するとの結果が出ている[67]。
3. 野菜を多く食べる
  - 野菜は多くの種類を食べると良い[注 19][注 20]。特にニンジン、カボチャ、イモを食べると良い[70][71]。
  - 国立がん研究センターのコホート研究によると、野菜と果物の摂取量が多いと全死亡リスクが低下するとの結果が出ている[72][注 21]。
4. 油を少しずつ毎日食べる
  - 油は寒暑や結核に対する抵抗力を強める[76]。植物性油が良いが、動物性油でも良い[77][注 22]。油の良い食べ方の例は野菜炒め、すりゴマ、パンにバターやマーガリンを塗ることなどである[76][注 23]。
5. 海藻を常食する
  - 海藻は高血圧の予防に効果がある[76][81]。ただし、海藻だけを食べても効果が薄いので、野菜と一緒に食べると良い[82]。
6. なるべく牛乳を飲む
  - 牛乳は体質を強化するうえに身長の伸長に何物にも勝る効果があるので、せめて成長期だけでも飲むこと（山羊乳や脱脂粉乳でも良い）[83][84][注 18][注 24][注 25]。
  - 国立がん研究センターのコホート研究によると、男性では牛乳（乳製品）の摂取量が多いと全死亡リスクが低下するとの結果が出ている[87]。ただし、前立腺癌のリスクが上昇するとの結果も出ているので[88]、毎日コップ1杯 (200mL) 程度の摂取が良い[89]。女性では牛乳（乳製品）と死亡リスクとの関連は見られないとの結果が出ている。
7. 小魚を頭から食べる
  - 「栄養学が今日のように進歩を見ても、人体が必要とする栄養成分がすべて解明されているわけではない。まだ未知の成分が無限にある。小魚を頭から食べ、野菜や果物を丸ごと食べることで、人間がまだ解明していない栄養成分までを摂ることができる」と近藤正二は述べている[90]。

### 飲酒と寿命
近藤正二は長寿村の食生活の一つとして、「酒をあまり飲まない」ことを挙げているが、絶対の条件とはしていない。酒を飲んだからといって短命になるものではない、ほどほどの飲量なら生命への障害になるものではないと述べている。また、「酒は百薬の長」であるというデータはないとも述べている。

### 虚弱児だった近藤正二の願い
近藤正二は虚弱児として生まれ、医者に「生まれつき弱く生まれたんだから仕方がない」と見放され、周囲は「この子は長生きはできなかろう」とあきらめていた。神仏に頼るしかないと、母親に連れられ歩いて遠くの神社や寺院にまで参拝した。小学生の時は年に100日休み、競走はいつもビリ、昼休みは一人残って弁当を食べた。弱いなら弱いなりに鍛えなければならないと思い、毎日歩くことを欠かさなかった。少しずつの鍛錬が自分を支えてきたと近藤正二は述懐している。
近藤正二の長寿村と短命村の調査における真の狙いは、長寿者が多いか少ないかではなく、老衰が遅いか早いかであった。長寿村では老衰が遅く、老人でもみんな元気で働いていた。一方、短命村では老衰が早く、50代で既に体力が弱っていた。老衰が早いのは食生活の欠陥が大いに関係していて、これが改善されれば、仕事をしても比較的に疲れない体になると近藤正二は確信していた。
近藤正二は「人間は少なくとも70歳以上まで健康で生きてもらいたい、そのかわり私は百何十歳という英雄的な長寿は、必ずしも考えなくてもいいのではないか、百何十歳の人がいても、いなくてもいい。むしろ遠慮なく言わしていただくなら、百何十歳にならなくても、結構なのであって、そのかわり国民がそろって70歳を越えるまで、健康で自分の仕事をする、という国にしたい」という念願を繰り返し述べている。

## 逸話
坑内の気温
近藤正二は1929年（昭和4年）から仙台鉱山監督局の衛生技師を務めていた。福島県から茨城県に広がる常磐炭鉱の坑内は湧き出す温泉で高温高湿のため、熱中症で倒れる者が非常に多かったので、どういう条件で熱中症が起こるかを調べるため、何度も出張して毎日坑内に入って検査を行った。「坑内作業場における気温は摂氏37度以下となすべし」という法規があったが、坑内で起こった熱中症の実例を集めて検討したところ、湿球温度が31度以上で熱中症が起こることが分かったので、坑内では必ず湿球温度計を使って31度以下にしておくよう指導した。戦後、労働基準法の細則が制定される際、近藤正二は関係専門学者からなる諮問委員会の委員に遅れて任命され、初めて委員会に出席したところ、すでに答申案ができていて、そこには「坑内気温は37度以下」と書いてあった。そこで、常磐炭鉱の実例を説明して31度以下にするべきだと主張して承認されたが、答申案はすでに関係機関に提出されていて改正は次の機会ということになり、37度以下のままになった。現行法令の労働安全衛生規則の第611条でも37度以下のままである。
教室の暖房
近藤正二は1929年（昭和4年）から宮城県仙台市の小学校で児童の発育を調査していたが、教室には暖房がなかったため、ストーブを置くべきだと市に訴えた。ところが、市会議員には賛成者が少なく、特に軍人上がりの市会議長は自分たちが年を取っても丈夫でいるのは寒い所で鍛錬してきたからで、ストーブを使ったら人間が弱くなると言って反対した。そこで、近藤正二は地元の新聞『河北新報』に鍛錬と非衛生は違うものだという説を発表して市民に訴えた。それが奏功し、市会議員に理解されてストーブを置くことになった。だが、小学校の1学級は児童数が多くてストーブを置く場所がなかったため、教室を増築しなければならなかった。幸いなことに、ストーブ反対派であった市会議長がストーブ賛成派となって力を尽くし、教室を増築してストーブを置くことが1934年（昭和9年）に完了した。
画家の青年
1931年（昭和6年）夏、紫外線の研究のため長野県の蓼科高原に滞在していた近藤正二は日本画家の青年・小尾 迪幽（）と知り合った。近藤正二は非凡な画才を持つ小尾迪幽を仙台に招き、自宅の2階に仮住まいさせることにした。それから数年間、小尾迪幽は制作活動の傍ら、東北帝国大学と第二高等学校の有志の教官たちに絵を教えた。しかし、持病の日本住血吸虫症が悪化したため、故郷に帰り療養していたが、1936年（昭和11年）9月に38歳で亡くなった。小尾迪幽の死を悼み、近藤正二ら東北帝国大学と第二高等学校の教官たちが小尾迪幽の故郷の山梨県甲府市の西教寺（廃寺）の墓地に墓碑を建てた。その墓碑の側面には小尾迪幽に絵を習っていた第二高等学校名誉教授・土井晩翠の自筆の歌が刻まれている。「天上の白玉樓に筆揮ふ君の影見る秋の夜の夢　晩翠」
体格の低下
戦争で米の配給制が実施された途端に仙台市の児童の身長も体重も発育の速度が低下し始めたため、近藤正二は文部省や厚生省などに数字のデータを示して報告した。文部省に対しては全国的な調査を行うよう3回も頼んだが行ってくれなかった。ところが一方、厚生大臣の小泉親彦が近藤正二の報告を取り上げ、児童の体格が低下し始めたことは重大事で、文部省が調査をやらないなら厚生省がやるしかないと言って、厚生省が全国的な調査を行い、小泉親彦が帝国議会で報告した。
タンパク質も必要
食糧事情が悪化した戦争末期、米が足りなければサツマイモを食べよと唱える内原訓練所所長の加藤完治や、米の配給を減らしても国民の体力が続くかどうか近藤正二に意見を求めた農商大臣の石黒忠篤に、米やサツマイモを腹いっぱい食べても、タンパク質を十分に摂取しなければ体力が続かないと近藤正二は大豆の必要性を説いた。それを聞き入れた石黒忠篤が大豆の緊急増産命令を出し、日本全国の桑畑の桑の木が切られて大豆畑が作られたが、大豆が採れる前に戦争が終わった。
パンよりミルク
戦後、1946年（昭和21年）10月に連合国軍最高司令官総司令部 (GHQ) 公衆衛生福祉局 (PHW) 栄養顧問のポール・E・ハウ大佐が近藤正二を訪ね、学校給食に何を出したらいいか、小麦粉のパンか、それとも、動物性の食物か、意見を求めた。近藤正二は戦争による栄養不足で貧弱になった児童の体格を考慮し、身長を伸ばす動物性タンパク質を含む食物がいいと答えた。すると、ハウ大佐はミルクを提案し、近藤正二はそれに同意した。そして、1947年（昭和22年）に日本全国でミルクの学校給食が開始されると、同年10月の身体測定で児童の身長が著しく向上する結果になった。

## 表彰

### 栄典・賞
- 1940年（昭和15年）08月15日 - 紀元二千六百年祝典記念章[111]
- 1945年（昭和20年）04月0 00 - 勲二等瑞宝章[19][112][113]
- 1953年（昭和28年）01月17日 - 河北文化賞「「国民体力と食」並びに「学童教育」に関する研究と指導」[114]
- 1962年（昭和37年）09月18日 - 保健文化賞「国民体力の向上に貢献」[115][116]
- 1964年（昭和39年）10月24日 - 藍綬褒章「早くから学校給食に意を致し人体の発育に及ぼす栄養の効果について実証を行なうと共に食生活改善の啓蒙普及に努めてよく学校給食の推進向上に寄与」[117]
- 1968年（昭和43年）11月03日 - 勲二等旭日重光章[19][118]
- 1976年（昭和51年）11月06日 - 日本医師会最高優功賞「長寿部落の実証的研究」（古守豊甫と共同受賞）[119]
- 1977年（昭和52年）01月22日 - 従三位[120]

### 称号
- 東北大学名誉教授
- 日本衛生学会名誉会員
- 日本公衆衛生学会名誉会員
- 日本産業衛生学会名誉会員
- 日本民族衛生学会名誉会員

## 関連人物

### 友人
- 笹川久吾 - 生理学者、京都大学名誉教授、日本鍼灸学会初代会長。新潟中学校の後輩。新潟中学校に入学する前に近藤正二に教導を乞うた[121]。
- 鳴沢寡愆 - 英文学者、広島大学名誉教授。新潟中学校の同級生。1951年（昭和26年）10月末に広島市で近藤正二と笹川久吾と3人で同窓会を開いた[121]。
- 鯉沼茆吾 - 衛生学者、名古屋大学名誉教授。第一高等学校に入学して最初の登校日以来の親友[122]。近藤正二が東北帝国大学の助手に就任し一年志願兵として新潟県高田の陸軍歩兵第58連隊に入隊していた時、面会に来て32円をくれた[123]。
- 東龍太郎 - 生理学者、東京大学名誉教授、第4・5代東京都知事、東京都名誉都民。第一高等学校以来の親友であり、寄宿寮も同室であった[4][122][124]。
- 緒方益雄 - 衛生学者、岡山大学名誉教授。第一高等学校以来の親友[122]。
- 佐々貫之 - 内科学者、東京大学名誉教授。第一高等学校以来の親友[122]。
- 都築正男 - 外科学者、東京大学名誉教授、海軍軍医少将、姫路市名誉市民。原爆症研究の父。第一高等学校以来の親友[122]。
- 暉峻義等 - 生理学者、労働科学研究所初代所長・顧問。労働科学の創始者。東京帝国大学医科大学医学科の同級生で仲良しであり、近藤正二は暉峻義等の家によく行った[125]。
- 石橋正二郎 - 実業家、ブリヂストン創業者・初代社長、久留米市名誉市民。近藤正二は畏友[126]。1952年（昭和27年）から近藤正二に研究費を援助した[127][128]。

### 家族・親戚
- 近藤正太郎 - 長男、陸上自衛隊医官、陸将補、陸上自衛隊衛生学校第19代校長、元防衛庁陸上幕僚監部衛生部長。
- 近藤龍一 - 甥（兄の長男）、元東京都副知事、元東京都住宅供給公社理事長、元芝信用金庫理事長。
- 阿部哲男 - 義兄（妻の次兄）、眼科医、宮城県医師会第9代会長、元日本医師会副会長。
- 阿部康男 - 義弟（妻の三弟）、動物学者、元鹿児島大学医学部医動物学教室教授。
- 和田正男 - 義弟（妻の長弟）、生理学者、東北大学名誉教授。
- 和田徳男 - 義甥（和田正男の長男）、脳神経外科医、国立仙台病院第8代院長、国立仙台病院名誉院長。
- 和田徳次郎 - 和田正男の養父、耳鼻咽喉科学者、東北帝国大学医学部耳鼻咽喉科学教室初代教授。
- 須田経宇 - 和田徳次郎の次女の夫、眼科学者、熊本大学名誉教授。
- 須田卓爾 - 須田経宇の父、眼科学者。
- 須田哲造 - 須田卓爾の養父、眼科学者。
- 須田泰嶺 - 須田哲造の養父、医師。
- 伊澤平馬 - 阿部哲男の妻の三兄、実業家、元貴族院議員。
- 筧克彦 - 和田徳次郎の三女の夫の父、法学者、東京帝国大学名誉教授。
- 三浦隆 - 娘婿（三女の夫）、皮膚科学者、帝京大学医学部附属市原病院皮膚科学教室初代教授。
- 中塚昌胤 - 娘婿（次女の夫）、元日本放送協会 (NHK) 副会長、元大阪21世紀協会理事長。
- 中塚種夫 - 中塚昌胤の父、門真市初代市長、門真市名誉市民。

### その他
- 貝原益軒 - 儒学者、本草学者。健康長寿についての指南書『養生訓』を著した。近藤正二と同様に幼少の頃は虚弱で、近藤正二と同様に83歳で死去した。

## 著作物

### 著書
- 『長寿村ニッポン紀行 食生活の秘密を探る』女子栄養大学出版部〈栄大ブックス〉、1972年。
- 『日本の長寿村・短命村 若いときの食物が決める』サンロード、1972年。
- 『学童の発育と食べもの 学童の体位向上を願って40年』食生活研究会、1972年。
- 『その食生活では若死する』叢文社、1973年。
- 『長寿者の健康食の実態 長寿村・短命村の全国調査が教える長生きの秘訣』永岡書店〈スーパーブックス 1〉、1975年。

### 論文
- CiNii収録論文 - CiNii